# Suzaka
Suzaka (須坂市, Suzaka-shi) est une ville de la préfecture de Nagano, au Japon.

## Géographie

### Situation
Suzaka est située dans le nord de la préfecture de Nagano, sur le cône alluvial où la rivière Matsukawa rejoint le fleuve Chikuma.

### Démographie
En novembre 2011, la population de Suzaka est estimée à 51 895 habitants répartis sur une superficie totale de 149,84 km2. En mars 2023, elle était de 49 718 habitants.

### Climat
La ville a un climat subtropical humide caractérisé par des étés chauds et humides et des hivers relativement doux. La température moyenne annuelle à Suzaka est de 10,5 °C. La pluviométrie annuelle moyenne est de 1 189 mm, septembre étant le mois le plus humide.

## Histoire
Suzaka est située dans l'ancienne province de Shinano et était une ville fortifiée du domaine de Susaka durant l'époque d'Edo. Le bourg moderne de Suzaka a été créé en avril 1889 et a été élevé au statut de ville le 1er avril 1954. 

## Transports
La ville est desservie par la ligne Nagano de la compagnie Nagano Electric Railway.